# Софія (ім'я)

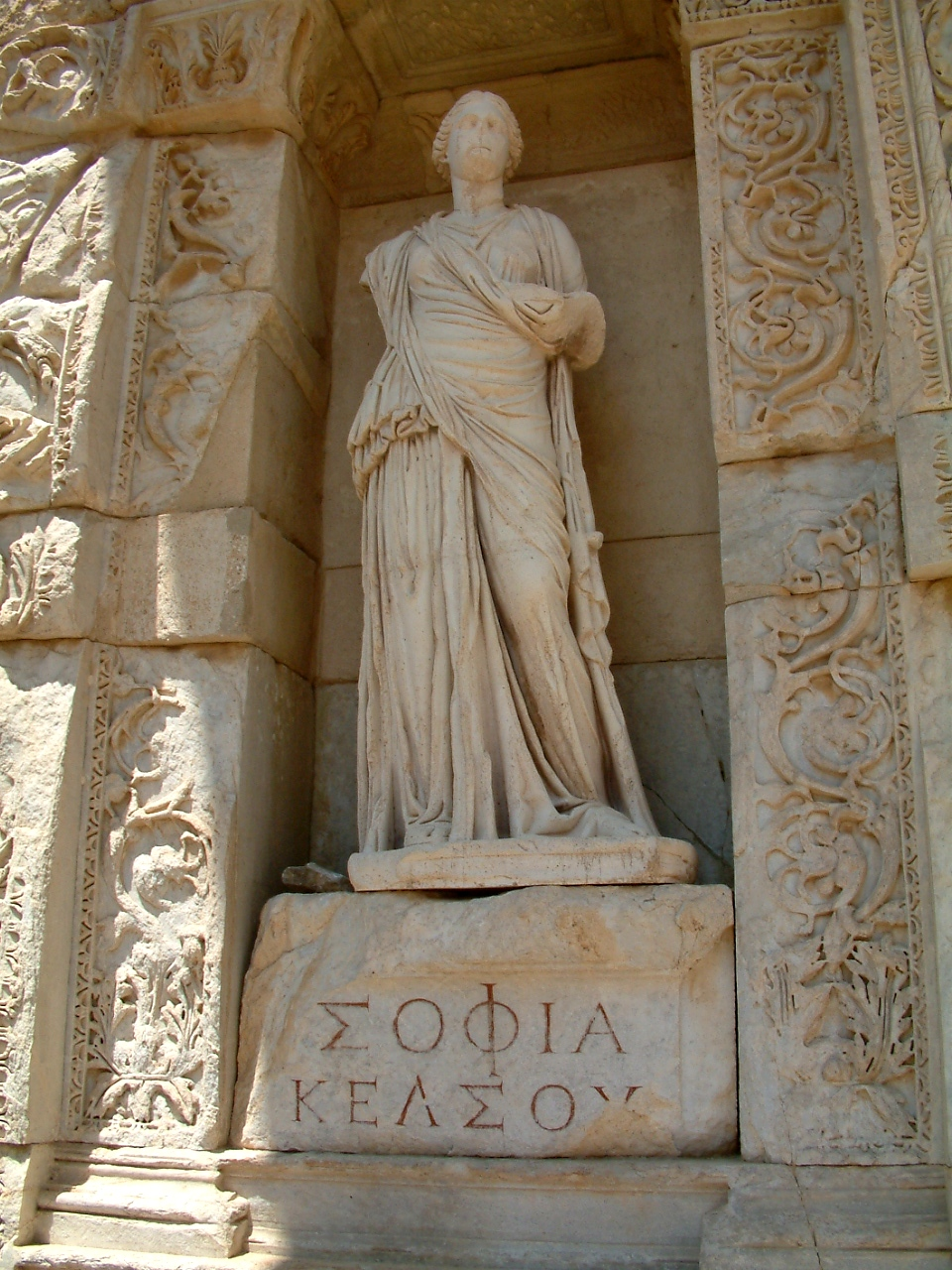
Софія, персоніфікація мудрості, Ефес

Софія  (грец. Σοφία) — Жіноче християнське ім'я, походить від грецької «Σοφία» — «Премудрість».
Інші форми імені: Софійка, Соня, Софі, Фія, Зося, Сохвія, Сохва, Софа.
Ім'я Софія поширилося, ймовірно, з християнством. Зараз це дуже вживане ім'я в багатьох країнах. Особливо популярне у романомовних країнах (Іспанія, Португалія, Франція, Італія, Румунія, Молдова, країни Латинської Америки). Побутує у формах:
- «Софія» (Україна)
- «София», (Болгарія)
- «София», «Со́фья», (Росія)
- «Sofia» (Іспанія, Каталонія, Італія, Португалія, Греція, Швеція, Німеччина, Фінляндія)
- «Sofie» (Норвегія)
- «Sofija» (Словенія, Хорватія, Сербія, Литва, Латвія)
- «Sophi» (Персія)
- «Soňa» (Чехія, Словаччина)
- «Sonia», «Sonja» і «Sonya» (Англія, Італія, Іспанія, Румунія, Португалія, Данія, Німеччина, Сербія, Фінляндія, Норвегія)
- «Sophie» (Англія, Німеччина, Данія, Франція)
- «Sophia» (США)
- «Zofia» (Польща)

та інших.
Іменини: 17 вересня.

### Політичні, громадські та релігійні діячки
- Софія — християнська свята
- Святі Софія, Віра, Надія й Любов — мати та доньки, християнські святі
- Софія Грецька та Ганноверська — королева Іспанії
- Софія (Гриньова) (у миру Гриньова Софія Євгенівна; 1873—1941) — релігійна діячка, схиігуменя, настоятелька Київського Свято-Покровського монастиря (1913—1923)
- Софія Прусська (1582—1610) — курляндська герцогиня.
- Софія Прусська (1870—1932), Софі — грецька королева.
- Софія Прусська (1668—1705) — брауншвейзька і люнебурзька герцогиня.
- Софія Прусська (1687—1757) — прусська королева.
- Софія Прусська (1719—1765) — бранденбурзька маркграфиня.
- Софія Чарторийська — українська княгиня.
- Софі́я Гале́чко — перша українська жінка-офіцер (хорунжа УСС).
- Софія Янів — громадсько-політична і культурна діячка, освітянка, пластунка.

### Мисткині
- Софі́я Парфано́вич — українська письменниця, громадська діячка
- Софі́я Станке́вич — українська малярка і графікеса
- Софія Тобілевич — акторка характерного плану, письменниця, перекладачка
- Софія Ротару — українська співачка та акторка
- Софі Лорен — італійська акторка
- Софі Марсо — французька акторка
- Софія Коппола — американська сценаристка, кінорежисерка та акторка

### Науковиці
- Софія Русова — педагог, громадська діячка
- Софія Ковалевська — математик, письменниця та публіцистка білоруського походження